# Дмитрий Ерохин
Дмитрий Юриевич Ерохин (род. на 1 ноември 1979 г. в Новокузнецк, Кемеровска област) е руски ултрамаратонец и трейлрънър, активист на аматьорския спорт, популяризатор на състезателни спортове и здравословния начин на живот. Член на Руското географско дружество.

## Биография
Дмитрий Ерохин е роден в град Новокузнецк през 1979 година. Живее в Москва, в район Голяново. По професия е съдебен адвокат.

### Начална спортна кариера
През лятото на 2006 г., на възраст 26 години, Дмитрий Ерохин започва да се интересува от бягане. По собствените му думи, към спорт го запалва книгата на Андрей Чирков „Бягане в помощ“, авторът на която описва подготовката за своя първи маратон за 100 дни.
Благодарение на същата книга Ерохин стига до ултрамаратони, за първи път бягайки 100 km в първенството на Русия през април 2009 г., в Московска област, Русия. Ерохин завършва осми и тогава се запознава с Всеволод Худяков, който е стигнал пръв. По-късно Дмитрий остава да се обучава при Худяков.

### Москва-Сочи 2014
Голям медиен отзвук и обществен резонанс получава благотворителния бяг на Дмитрий Ерохин от Москва до Сочи, преди старта на Зимните Олимпийски игри през 2014 година. Акцията се провежда в подкрепа на борбата с инсулта и с цел да се съберат 100 хиляди рубли за снимане на обществена реклама за фондация „ОРБИ“, чийто председател, Дария Лисиченко, както и Дмитрий, се увлича по маратонския бяг.
Състезанието е осъществено пред водещи информационни агенции. С краудфъндинговата система Planeta.ru е организирано събирането на пари.
Според графика, се предполага, че Ерохин ще изминава по 55 – 60 километра на ден, и че ще бъде в Сочи след 30 дни, на 7 февруари, към началото на церемонията по откриването на Олимпийските игри. Основната част от маршрута Дмитрий бяга по трасето M4 (път „Дон“). За 23 дни той преодолява 1376 километра и до 29 януари стига до Краснодар, посещавайки по пътя големи градове като Липецк, Воронеж и Ростов на Дон. Той прави снимки от маршрута и ги публикува в Instagram, постоянно общувайки с журналисти. Още няколко дни трябват на Ерохин за да стигне до Сочи, крайната цел на бягането. По-рано от планираното време, като понякога прави 80 – 90 километра на ден, Дмитрий приключва ултрамаратона няколко дни по-рано, на 2 февруари. Общо Ерохин преодолява около 1700 километра. На 8 февруари е завършено успешно набирането на средства, успяло да събере 130 хиляди рубли.

### Исък-Кул 2014
През октомври 2014 г. Дмитрий Ерохин бяга 350 km по брега на езерото Исък Кул (Киргизстан) в подкрепа на киргизката фондация за борба с детския рак.

### Планове за 2017 година
В края на 2016 г. в активите на Дмитрий Ерохин вече има 46 маратона и няколко ултрамаратона. На 1 януари 2017 г. Ерохин взима участие в Третия Московски новогодишен маратон, следвайки мотото „Изпълвай със смисъл и най-безсмисления ден в годината“.
Традицията да посреща Нова година бягайки Дмитрий спазва от 2009 г.; според него бягането е здравословна алтернатива на обилното ядене, с което много хора посрещат Нова година в Русия.
Сред основните цели на Ерохин за 2017 година са бягането на Еверест (старт 29 май) и ултрамаратонът по Златния пръстен на Русия през осем града.

## Участие в Уикимедия
Дмитрий Ерохин е активен участник в Уикипедия на руски от 2009 г. (с потребителско име Erokhin). Автор е на повече от 5000 статии.
За юни 2017 г. Ерохин планира уики-експедиция през Сахалин (от север на юг, 948 km за 15 дни), с участието на други уикипедианци.